# Badesalz
Badesalz is een Duitse komiekenduo uit Hessen, bestaande uit Henni Nachtsheim en Gerd Knebel.

## Oprichting
Badesalz werd in het begin van de jaren 1980 als Badesalz Theater opgericht door Henni Nachtsheim en Gerd Knebel en was toentertijd slechts een nevenactiviteit. Beiden waren volledig bezig met andere bezigheden. Nachtsheim zong en speelde saxofoon bij de Rodgau Monotones en Knebel zong en speelde de clown in de band Flatsch. 

## Carrière
Het eerste officiële optreden onder de naam Badesalz was op 24 december 1982 in de Frankfurter Sinkkasten. Bovendien trad Badesalz in 1992 op tijdens het muziekfestival Rock am Ring. Ze hadden in de loop der jaren drie eigen sketch-shows op tv, waaronder Och Joh (1990, Das Erste), Comedy-Stories (1999-2000, Sat.1) en een show bij de zender Comedy Central in 2007, die ook Badesalz heette.

## Onderscheidingen
- 1977: RSH-Gold in de categorie Comedy van het jaar
- 1998: ECHO Pop in de categorie Comedy

## Discografie
- 1990 – Och Joh
- 1991 – Nicht ohne meinen Pappa
- 1992 - I Still Haven't Found What I'm Looking For
- 1993 – Diwodaso
- 1994 – Alles Gute von Badesalz – BEST OF
- 1995 – Zarte Metzger
- 1997 – Wie Mutter und Tochter
- 1999 – Voodoobabbbel
- 2000 – Dabrauchemergarnetdrübberredde – BEST OF
- 2002 – Du packst es, Jutta!
- 2004 – Das Baby mit dem Goldzahn

## Filmografie
- 1980er – Badesalz Theater (liveoptreden bij de hr-tv)
- 1989 – Das Super Dong Dong (VHS, tourprogramma)
- 1990 – Och Joh (tv-sketchreeks, ARD/HR)
- 1996 – Abbuzze! Der Badesalz-Film (bioscoopfilm), 2006 als dvd Special Edition
- 1998 – Frau Rettich, die Czerni und ich (gastrollen, automonteurs)
- 1999 – Badesalz Comedy-Stories (tv-sketchreeks, Sat.1)
- 2001 – Das Sams (gastrollen, politieagenten)
- 2003 – Hammersbald (dvd, tourprogramma), Hessi James (geanimeerde korte film van Johannes Weiland na een Badesalz-sketch)
- 2005 – Isnogud, der bitterböse Großwesir (film, dvd) (synchroonspreker van de beide Dschinns)
- 2006 – Das Super-Dong-Dong (Directors Cut, dvd)
- 2007 – Badesalz (tv-sketchreeks, Comedy Central)
- 2007 – Das kleine Arschloch und der alte Sack (synchroonstemmen, vliegende eenden)
- 2007 – Comedy Stories (dvd, tv-sketchreeks uit 1999)
- 2007 – Herr Bello (gastrollen, politieagenten)
- 2007 – Video Kings (gastrollen, engel)
- 2007 – Lissi und der wilde Kaiser (synchroonstemmen, de duivel en zijn echo)
- 2009 – Das Baby mit dem Goldzahn (dvd-publicatie, draaiperiode september 2005 tot januari 2006, zonder eerder vertoon)
- 2009 – Dugi Otok (DVD, tourprogramma)
- 2011 – Dittsche (gastoptreden)
- 2013 – Schlussmacher (gastoptreden)

## Podiumprogramma's
- Vanaf 1985 – Das Super Dong-Dong
- Vanaf 1992 – Der König und Frau Batz
- Vanaf 1994 – uffgeplugged
- Vanaf 1996 – se meking of
- Vanaf 1997 – voll de Honig
- Vanaf 2000 – Kubbba
- Vanaf 2002 – Hammersbald
- Vanaf 2004 – Das Baby mit dem Goldzahn
- Vanaf 2007 – Dugi Otok
- Vanaf 2010 – Bindannda!
- Vanaf 2014 – Dö Chefs!

## Boeken
- Badesalz, Vaz Daz Den?. Möller Verlag, 1993, ISBN 3-8159-0021-2.
- Babbelspaß mit Badesalz: Comedy für die Wanne. Edition Wannenbuch, 2015, ISBN 978-3-9815989-5-7.

## Andere projecten
- 2003: The Hotz (muziekproject)
- 2004: Krawinkel und Eckstein (animatie-korte filmreeks, dt. synchroonstemmen)
- 2006: Die Marder (internet-reclameproject)
- 2008: Die Sieger (internet-reclameproject)
- 2008: Paddy, der kleine Pirat (truckagefilm, hoorspel)
- 2008: Die Ferienbande und das bumsfidele Geisterschiff (comedy-hoorspel, als gasten)
- 2011: Dittsche (seizoen 16, aflevering 3, KW45) als gasten in Ingo's Imbiss